# Panorpa coreana
Panorpa coreana is een insect uit de orde van de schorpioenvliegen (Mecoptera), familie van de schorpioenvliegen (Panorpidae). De wetenschappelijke naam van de soort is voor het eerst geldig gepubliceerd door Okamoto in 1925.
De soort komt voor in Korea.